# Vleugeldeur (auto)

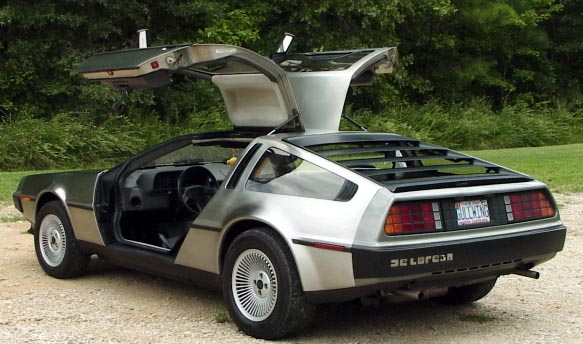
Een De Lorean DMC-12 met vleugeldeuren

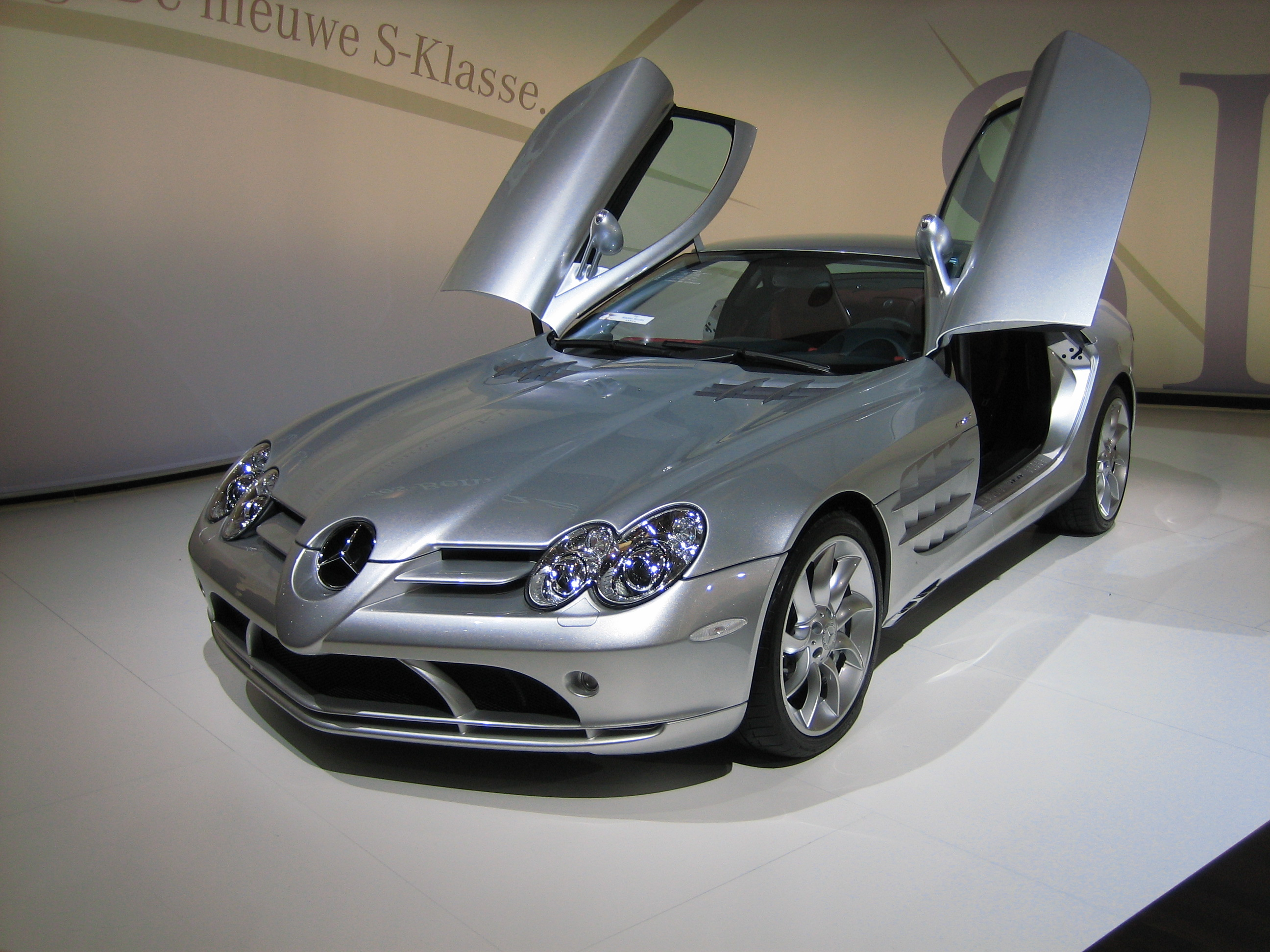
Een Mercedes-Benz SLR McLaren. De scharnieren van de portieren zitten aan de zijkant

Een vleugeldeur wordt in sommige auto's toegepast als zijdeur. Dit type wordt ook wel gull-wing genoemd naar de vleugelvorm van een vliegende meeuw. 
Waar veel autoportieren zijwaarts geopend worden gaat de vleugeldeur omhoog. De klassieke vleugeldeur scharniert aan de bovenkant en loopt meestal deels in het dak door. Bekende auto's met dit type deuren zijn afgebeeld: de Mercedes-Benz 300SL en de DeLorean DMC-12.
Een andere constructie gebruikt scharnieren aan de zijkant die de deur in een schaarbeweging naar voren en omhoog laten klappen. De scharnieren zijn bij deze constructie soms voorzien van een speciaal mechanisme dat de deur bij het openklappen ook deels naar buiten laat bewegen. Deze constructie wordt ook wel scissor door genoemd. Een merk dat bekendstaat om het toepassen van deze deuren is Lamborghini.